# Arthur Davies Stadium
Arthur Davies Stadium – to wielofunkcyjny stadion w Kitwe w Zambii. Jest aktualnie używany głównie dla meczów piłki nożnej i służy jako stadion domowy dla Power Dynamos. Stadion mieści 15 500 osób.